# 潍坊号导弹护卫舰
“潍坊”号导弹护卫舰（舷号550）简称“潍坊”舰，是中国人民解放军海军第十五艘054A型导弹护卫舰，可以单独或者协同海军其他兵力攻击敌水面舰艇及潜艇，具有较强的远程警戒和防空作战能力。潍坊舰由沪东造船厂开工建造，于2012年7月9日下水，2013年6月22日入列，服役于北海舰队驱逐舰第一支队。潍坊舰舰名取自山东省潍坊市，其入列命名授旗仪式于2013年6月22日举行。

## 历史
2013年11月26日，“潍坊”号导弹护卫舰、“沈阳”号导弹驱逐舰、“石家庄”号导弹驱逐舰、“烟台”号导弹护卫舰等艦与“辽宁”号航空母舰组成编队从青岛市某军港起航，赴南海附近海域开展科研试验和训练。2014年1月1日，编队完成为期37天的南海海域科研试验和训练，返航靠泊青岛市某军港。
2014年3月11日，“潍坊”号导弹护卫舰与“烟台”号导弹护卫舰开始了为期3天的跨海域海上实兵实弹训练。训练中，潍坊舰连续16发炮弹全部准确命中岛上目标，毁伤率达到90%以上。
2014年4月30日，“潍坊”号导弹护卫舰与“郑和”号训练舰组成训练舰编队，从大连市某军港起航，执行远海实习任务。期间，编队通过宫古海峡，前出西太平洋，穿越马六甲海峡、巽他海峡，并赴印度、缅甸、印度尼西亚、越南等国进行了访问。该次任务共历时56天，总航程12600余海里。6月24日，潍坊舰等完成远航实习和出访任务，返抵大连市某军港。
2014年7月8日，“潍坊”号导弹护卫舰代表解放军海军北海舰队接待了土耳其海军司令博斯坦哲奥卢上将一行5人的参观访问。
2014年12月2日，“潍坊”号导弹护卫舰、“临沂”号导弹护卫舰及“微山湖”号综合补给舰等组成解放军海军第十九批护航编队，从青岛市某军港解缆起航，赴亚丁湾、索马里海域接替第十八批护航编队执行护航任务。
2015年3月，因也门政变加剧，根据中央军事委员会和中央军委主席习近平命令，潍坊号和临沂号调往也门负责撤侨。2015年3月31日，潍坊号承载第二批449名侨民到吉布提共和国吉布提港，顺利完成撤侨任务。次日，两舰恢复亚丁湾护航任务。
2015年5月11日，參加了中俄“海上联合-2015(1)”联合军事演习。